# Quatuor à cordes no 9 de Chostakovitch
Pour les articles homonymes, voir Quatuor à cordes no 9.
Le Quatuor à cordes no 9 en mi bémol majeur (opus 117) est une œuvre de musique de chambre composée par Dmitri Chostakovitch en 1964.

## Historique
Alors que Dmitri Chostakovitch s'enfonce dans la maladie, il écrit ou achève simultanément en 1964 ses neuvième et dixième quatuors. Le Neuvième Quatuor est dédié à sa troisième femme Irina Antonovna qu'il a épousée en 1962. Il a été créé par le Quatuor Beethoven le 20 novembre 1964 à Moscou.

## Structure
Le Neuvième Quatuor est composé en cinq mouvements :
1. Moderato con moto
2. Adagio
3. Allegretto
4. Adagio
5. Allegro

Son exécution dure 27 minutes environ.

## Discographie sélective
- Quatuor Borodine, intégrales des quatuors à cordes de Chostakovitch, chez Melodiya / BMG, 1997.